# Andrzej Dera

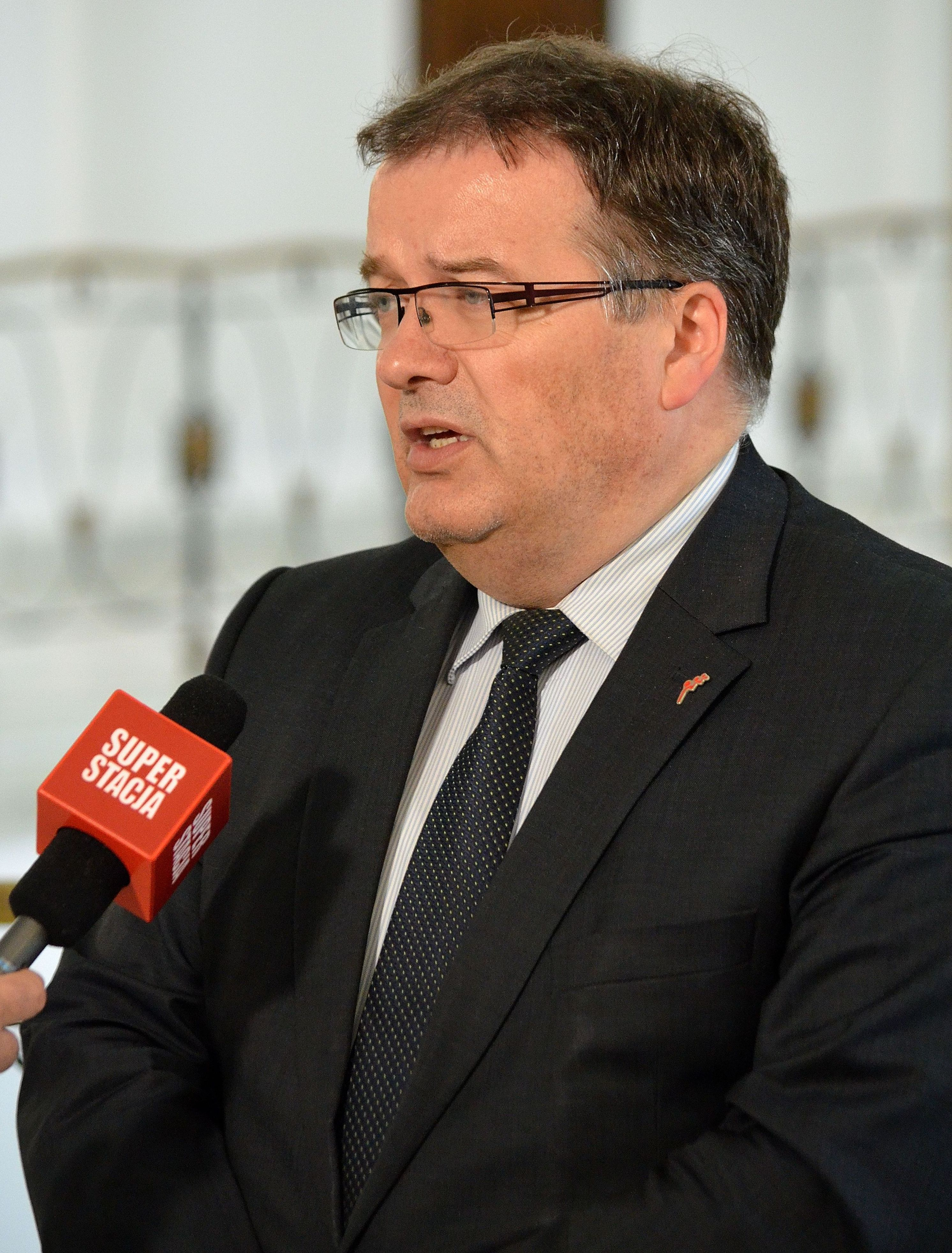
Andrzej Dera (2013)

Andrzej Mikołaj Dera (* 10. September 1961 in Ostrów Wielkopolski) ist ein polnischer Jurist, Politiker, Kommunalpolitiker und seit 2005 Abgeordneter des Sejm in der V. und VI. Wahlperiode.
Er beendete das Studium der Rechtswissenschaften an der Adam-Mickiewicz-Universität Posen. Bis 1998 war er in der kommunalen Selbstverwaltung angestellt. In den Jahren 1999 bis 2002 war er Starost des Powiat Ostrowski (Großpolen). Später arbeitete er in einer privaten Kapitalgesellschaft. Von 1998 bis 2005 war er Kreisrat dieses Powiats.
Bei den Parlamentswahlen 2005 wurde er mit 7.520 Stimmen über die Liste der Prawo i Sprawiedliwość (Recht und Gerechtigkeit – PiS) für den Wahlkreis 36 Kalisz in den Sejm gewählt. Bei den Parlamentswahlen 2007 errang er mit 13.190 Stimmen erneut ein Abgeordnetenmandat für die PiS. Er ist Stellvertretender Vorsitzender der Sejm Kommissionen für Gesetzgebung und Mitglied der Kommission für Verfassungsverantwortung.
Vom 10. Juli 2007 bis zum 4. November 2007 war er Mitglied des Rates für den Öffentlichen Dienst.